# Robert McKnight (Politiker)

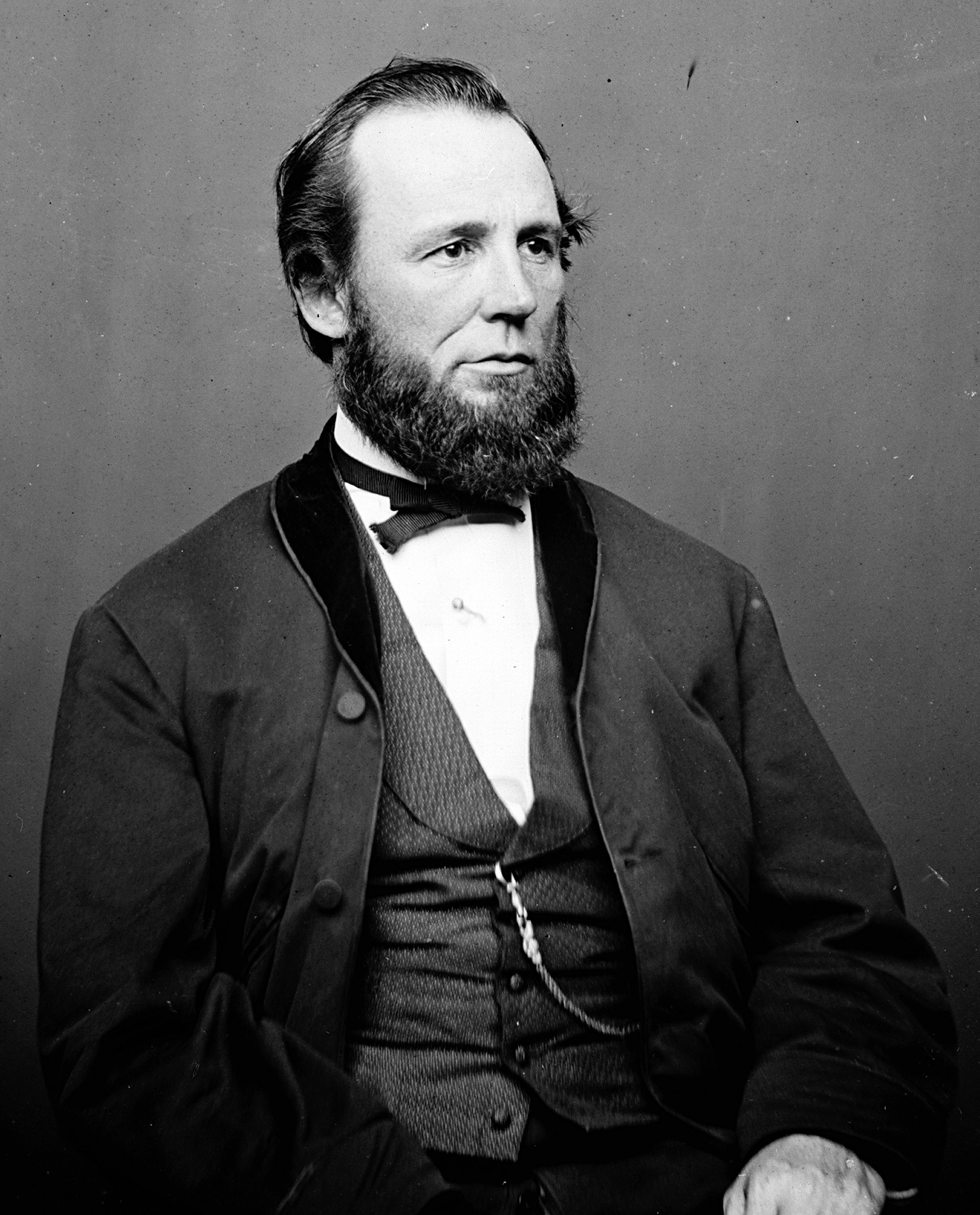
Robert McKnight

Robert McKnight (* 20. Januar 1820 in Pittsburgh, Pennsylvania; † 25. Oktober 1885 ebenda) war ein US-amerikanischer Politiker. Zwischen 1859 und 1863 vertrat er den Bundesstaat Pennsylvania im US-Repräsentantenhaus.

## Werdegang
Robert McKnight besuchte die öffentlichen Schulen seiner Heimat und eine Privatschule in Xenia (Ohio). Im Jahr 1839 absolvierte er das Princeton College. Nach einem anschließenden Jurastudium und seiner 1842 erfolgten Zulassung als Rechtsanwalt begann er in Pittsburgh in diesem Beruf zu arbeiten. Zwischen 1847 und 1849 saß er dort auch im Stadtrat. Später wurde er Mitglied der 1854 gegründeten Republikanischen Partei.
Bei den Kongresswahlen des Jahres 1858 wurde McKnight im 22. Wahlbezirk von Pennsylvania in das US-Repräsentantenhaus in Washington, D.C. gewählt, wo er am 4. März 1859 die Nachfolge von Samuel Anderson Purviance antrat. Nach einer Wiederwahl konnte er bis zum 3. März 1863 zwei Legislaturperioden im Kongress absolvieren. Diese waren bis 1861 von den Ereignissen im unmittelbaren Vorfeld des Bürgerkrieges und ab 1861 vom Krieg selbst geprägt.
Nach dem Ende seiner Zeit im US-Repräsentantenhaus praktizierte Robert McKnight wieder als Anwalt. Er starb am 25. Oktober 1885 in seiner Heimatstadt Pittsburgh, wo er auch beigesetzt wurde.